# リーヒ
リーヒ（Leahy)は、カナダのケルトバンド。バンドメンバーはオンタリオ州レイクフィールド出身の11人兄弟からなり、現在はそのうちの8人が活動している。現在の楽器構成はフィドルが3人で、ボーカル､ギター､ピアノ、ベース､ドラムがそれぞれ1人ずつとなっている。

## ディスコグラフィー

### シングル
- You've got the fiddle  (1986)
- The Call to Dance  (1997)
- B Minor  (1997)
- Down That Road  (2001)
- Mission  (2001)
- Chasing Rain  (2004)
- Coyote Way  (2004)

### アルバム
- Leahy  (1997)
- Lakefield  (2001)
- In All Things  (2004)
- Leahy Live  (2006)
- Handmade  (2007)